# Трельес, Сантьяго
Сантья́го Тре́льес Виве́ро (исп. Santigo Tréllez Vivero; 17 января 1990 в Медельине) — колумбийский футболист, нападающий бразильского клуба «Спорт Ресифи». Сын бывшего игрока сборной Колумбии Джона Хайро Трельеса.

## Биография
Сантьяго родился в семье футболиста — его отец Джон Хайро Трельес на момент рождения сына играл в Швейцарии за «Цюрих». На детском уровне Сантьяго Трельес начал заниматься футболом в школе «Энвигадо». В 2006 году перешёл в «Индепендьенте Медельин». После успешного выступления в составе сборной Колумбии до 17 лет на юношеском чемпионате Южной Америки 2007 года (команда заняла второе место вслед за Бразилией) нападающего приобрёл бразильский «Фламенго». По словам самого игрока, с одной стороны, он получил неоценимый опыт, тренируясь с бразильскими сверстниками, будучи лишь одним из трёх иностранцев в молодёжной команде (больше не позволял лимит), но с другой — у «Фла» в то время возникли большие финансовые трудности, и игроки молодёжки не получали дажи свои скромные зарплаты по три-четыре месяца. Кроме того, у колумбийца возникли проблемы с документами. В итоге Сантьяго принял решение покинуть «Фламенго», и в 2008—2010 годах он занимался в академии аргентинского «Велес Сарсфилда».
После травмы крестообразных связок и успешной реабилитации Сантьяго стал стабильно играть за вторую команду «Велеса», но так и не получил шанса сыграть в аргентинской Примере. Поэтому он принял решение вернуться на родину, и в 2011 году дебютировал в основе «Индепендьенте Медельина» на профессиональном уровне. В 2012 году перешёл в мексиканский «Сан-Луис». В следующем сезоне на правах аренды выступал за «Морелию», с которой завоевал Кубок Мексики (Апертура 2013). В 2014 году, также на правах аренды, выступал за «Атлетико Насьональ» — в прошлом команду своего отца. С «атлетами» Сантьяго Трельес впервые стал чемпионом Колумбии, выиграв чемпионат Апертуры 2014. Также он помог своей команде дойти до финала Южноамериканского кубка. В 2015—2017 годах нападающий часто менял команды (парагвайский «Либертад», аргентинский «Арсенал», «Ла Экидад» и «Депортиво Пасто»), что впоследствии признал ошибкой из-за своей неопытности, что, в частности, помешало и его вызову в главную сборную Колумбии.
В июле 2017 года начался бразильский этап в карьере Сантьяго Трельеса. Он перешёл в «Виторию» из Салвадора. Забив в 23 матчах чемпионата Бразилии 10 голов, колумбийский нападающий привлёк к себе внимание более статусных клубов, и в 2018 году он перешёл в «Сан-Паулу». За новую команду дебютировал 8 февраля 2018 года в матче Лиги Паулисты против «Брагантино» (1:0), выйдя на замену Диего Соузе. В 2019 году на правах аренды выступал за «Интернасьонал». Команда дошла до финала Кубка Бразилии, но Трельес в ходе турнира ни разу на поле не выходил. С 2021 года на правах аренды выступает за «Спорт Ресифи».

### Личная жизнь
Сантьяго является сыном Джона Хайро Трельеса (род. 1968), профессионального футболиста, который в 1989 году выиграл с «Атлетико Насьоналем» Кубок Либертадорес, выступал за «Боку Хуниорс», а в составе сборной Колумбии принял участие в двух Кубках Америки.
У Сантьяго также есть две младшие сестры, которые живут с родителями в городе Турбо.

## Титулы и достижения
Командные
- Чемпион Колумбии (1): Апертура 2014
- Обладатель Кубка Мексики (1): Апертура 2013
- Финалист Кубка Бразилии (1): 2019 (не играл)
- Финалист Южноамериканского кубка (1): 2014